# Jean Ier de Lantwyck
Ne doit pas être confondu avec Jean de Horst, son grand-père.
Pour les articles homonymes, voir Lantwyck.

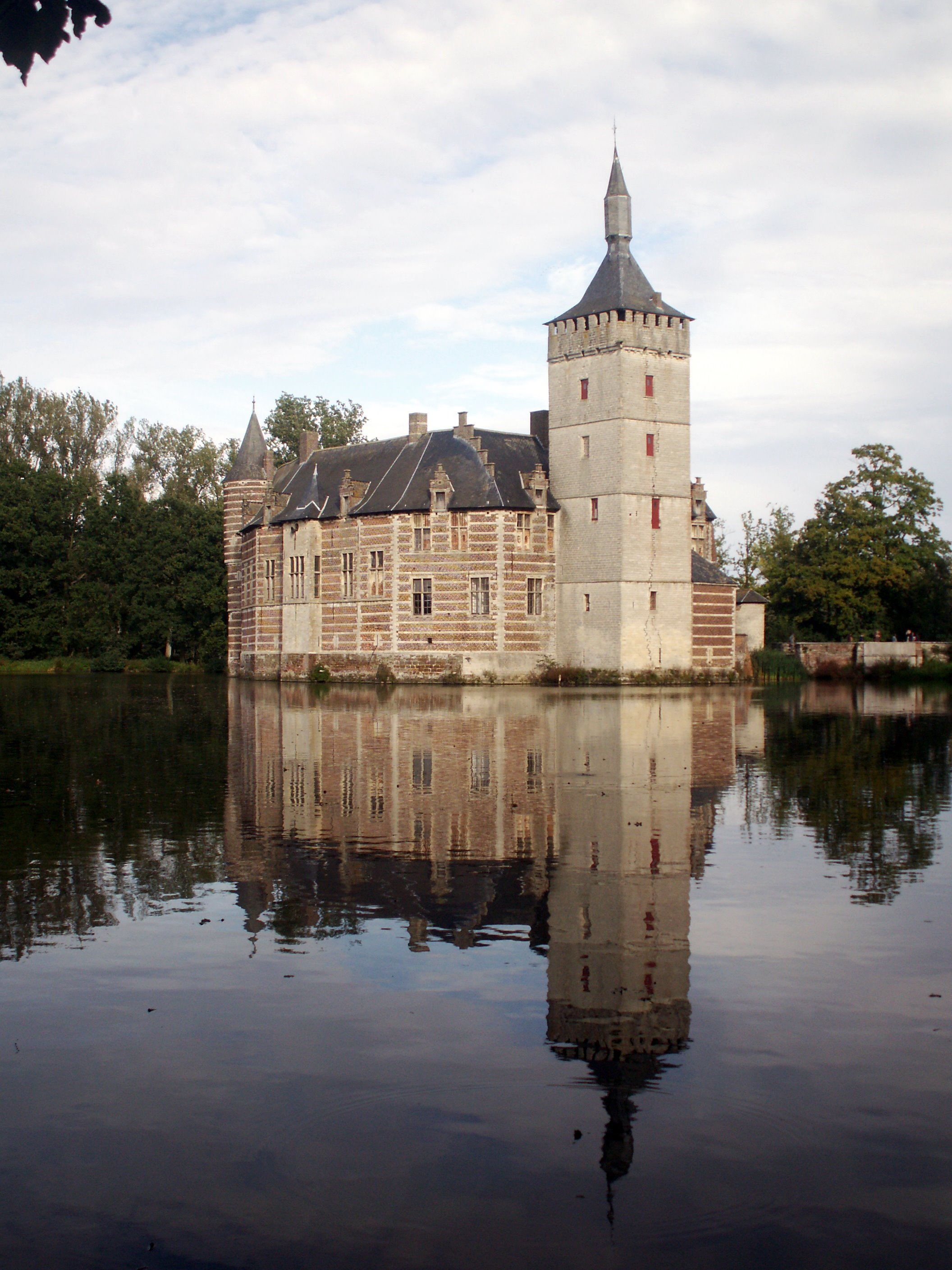
Le château de Horst,
demeure des Lantwyck du XIII à 1369.

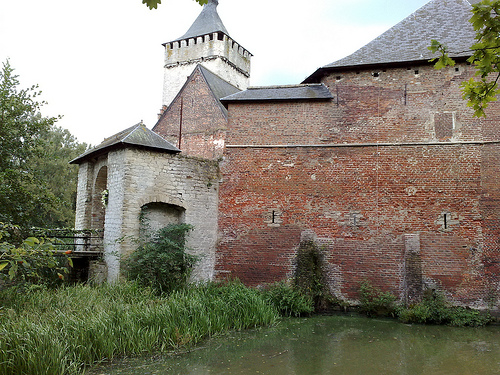
L'entrée du château ainsi que le grand donjon sont très certainement les parties les plus anciennes du château.

Jean de Rode dit de Lantwyck, chevalier, sire de Horst, seigneur de Lantwyck (Linkhout), Vorselaer, Rethy, Blanden et d'autres terres épouse, le 27 mars 1292, Marguerite de Brabant dite de Tervueren, fille naturelle légitimée du duc Jean Ier de Brabant.

## Ascendance et descendance
Voir les tableaux issus des bulletins bimestriels de l'Office généalogique et héraldique de Belgique :
- pp. 704-705 Michel de Muyser, Le Parchemin, no 250, juillet - août 1987, 52e année,  et
- pp. 312 et 314 Michel de Muyser Lantwyck, Le Parchemin, no 430, juillet - août 2017, 82e année

## Armes des seigneurs de Rode et Horst et la famille (de/van) Lantwyck
Armes comme décrites: d'argent à trois fleurs de lis au pied coupé de gueules (Rode), au franc-quartier d'or a trois pals de gueules (Berthout, seigneurs de Malines). Le franc quartier est parfois brisé d'un franc quartier d'hermines qui est Berthout de Duffel, seigneurs de Rethy. Cimier : une fleur de lis de l'écu. (nombreuses variantes)

de Lantwyck
de Lantwyck (Rethy)

de Lantwyck d'argent à une fleur de lis de sable, au chef d'or à trois pals de gueules[6].

## Propriétaires successifs duchâteau de HorstduXIIIesiècleà1369
- Jean de Horst (avant 1263 jusqu'à 1268/1291)
- Arnold de Lantwyck, chef de nom et d'armes de la maison de Lantwyck (avant 1268/1291 jusqu'à 1292)
- Mathilde de Lantwyck et Godfried de Gossoncourt (de 1292 jusqu’à 1292)
- Adam Ier de Lantwyck (de 1292 jusqu’à 1292)
- Jean Ier de Lantwyck et Marguerite de Tervueren (de 1292 jusqu’à 1312?)[7]
- Arnold de Lantwyck (de 1312? jusqu’à 1323?)
- Adam II de Lantwyck (de 1341 jusqu’à 1350?)
- Jean II de Lantwyck[8]  (de 1357 jusqu’à 1369)